# María de Avesnes
María de Avesnes, también conocida como María de Blois (1200-1241) fue la condesa de Blois entre 1230 y 1241.

## Biografía
María de Avesnes era hija de Gualterio II de Avesnes y Margarita de Blois.
En 1226 se casó con Hugo, un conde de Châtillon-sur-Marne que era hijo de Walter III de Châtillon e Isabel de Saint Pol. De esta relación nacieron cinco hijos:
1. Juan I (fallecido 1280), conde de Blois,
2. Guido II de Châtillon (fallecido en 1289), conde de Saint Pol,
3. Gaucher (fallecido en 1261), señor de Crécy y Crèvecœur,
4. Hugo (fallecido en 1255),
5. Basile (fallecido en 1280), fue elegido abad de Notre Dame du Val en 1248.

## Genealogía simplificada de María de Avesnes
: Conde de Blois

 : Conde de Châtillon
|  |  |                      |                      |                      |                      |                      |                      |                      |                      |                      |                      |               |               |               |               |  |  |                 |                 |                 |                 |                     |                     |                     |                     |                         |                         |                         |                         |                         |                         |                    |                    |                       |                       |                       |                       |                       |                       |                       |                       |                       |                       |                    |                    |                          |                          |                          |                          |                          |                          |                    |                    |                           |                           |                           |                           |                           |                           |                         |                         |                         |                         |                        |                        |                        |                        |                  |                  |                                 |                                 |                                 |                                 |                                 |                                 |                     |                     |                          |                          |                          |                          |                          |                          |  |  |                |                |                |                |                |                |  |  |  |  |  |  |  |  |  |  |  |  |  |  |  |  |  |  |  |  |  |  |  |  |  |  |
|  |  |                      |                      |                      |                      |                      |                      |                      |                      |                      |                      |               |               |               |               |  |  |                 |                 |                 |                 |                     |                     | Teobaldo V de Blois | Teobaldo V de Blois | Teobaldo V de Blois     | Teobaldo V de Blois     | Teobaldo V de Blois     | Teobaldo V de Blois     |                         |                         | Alix de Francia    | Alix de Francia    | Alix de Francia       | Alix de Francia       | Alix de Francia       | Alix de Francia       |                       |                       |                       |                       |                       |                       |                    |                    |                          |                          |                          |                          |                          |                          |                    |                    | Adelina de Guisa          | Adelina de Guisa          | Adelina de Guisa          | Adelina de Guisa          | Adelina de Guisa          | Adelina de Guisa          |                         |                         | Tiago I de Avesnes      | Tiago I de Avesnes      | Tiago I de Avesnes     | Tiago I de Avesnes     | Tiago I de Avesnes     | Tiago I de Avesnes     |                  |                  | Hugo IV de Saint Pol            | Hugo IV de Saint Pol            | Hugo IV de Saint Pol            | Hugo IV de Saint Pol            | Hugo IV de Saint Pol            | Hugo IV de Saint Pol            |                     |                     | Guido II de Châtillon    | Guido II de Châtillon    | Guido II de Châtillon    | Guido II de Châtillon    | Guido II de Châtillon    | Guido II de Châtillon    |  |  | Adela de Dreux | Adela de Dreux | Adela de Dreux | Adela de Dreux | Adela de Dreux | Adela de Dreux |  |  |  |  |  |  |  |  |  |  |  |  |  |  |  |  |  |  |  |  |  |  |  |  |  |  |
|  |  |                      |                      |                      |                      |                      |                      |                      |                      |                      |                      |               |               |               |               |  |  |                 |                 |                 |                 |                     |                     | Teobaldo V de Blois | Teobaldo V de Blois | Teobaldo V de Blois     | Teobaldo V de Blois     | Teobaldo V de Blois     | Teobaldo V de Blois     |                         |                         | Alix de Francia    | Alix de Francia    | Alix de Francia       | Alix de Francia       | Alix de Francia       | Alix de Francia       |                       |                       |                       |                       |                       |                       |                    |                    |                          |                          |                          |                          |                          |                          |                    |                    | Adelina de Guisa          | Adelina de Guisa          | Adelina de Guisa          | Adelina de Guisa          | Adelina de Guisa          | Adelina de Guisa          |                         |                         | Tiago I de Avesnes      | Tiago I de Avesnes      | Tiago I de Avesnes     | Tiago I de Avesnes     | Tiago I de Avesnes     | Tiago I de Avesnes     |                  |                  | Hugo IV de Saint Pol            | Hugo IV de Saint Pol            | Hugo IV de Saint Pol            | Hugo IV de Saint Pol            | Hugo IV de Saint Pol            | Hugo IV de Saint Pol            |                     |                     | Guido II de Châtillon    | Guido II de Châtillon    | Guido II de Châtillon    | Guido II de Châtillon    | Guido II de Châtillon    | Guido II de Châtillon    |  |  | Adela de Dreux | Adela de Dreux | Adela de Dreux | Adela de Dreux | Adela de Dreux | Adela de Dreux |  |  |  |  |  |  |  |  |  |  |  |  |  |  |  |  |  |  |  |  |  |  |  |  |  |  |
|  |  |                      |                      |                      |                      |                      |                      |                      |                      |                      |                      |               |               |               |               |  |  |                 |                 |                 |                 |                     |                     |                     |                     |                         |                         |                         |                         |                         |                         |                    |                    |                       |                       |                       |                       |                       |                       |                       |                       |                       |                       |                    |                    |                          |                          |                          |                          |                          |                          |                    |                    |                           |                           |                           |                           |                           |                           |                         |                         |                         |                         |                        |                        |                        |                        |                  |                  |                                 |                                 |                                 |                                 |                                 |                                 |                     |                     |                          |                          |                          |                          |                          |                          |  |  |                |                |                |                |                |                |  |  |  |  |  |  |  |  |  |  |  |  |  |  |  |  |  |  |  |  |  |  |  |  |  |  |
|  |  |                      |                      |                      |                      |                      |                      |                      |                      |                      |                      |               |               |               |               |  |  |                 |                 |                 |                 |                     |                     |                     |                     |                         |                         |                         |                         |                         |                         |                    |                    |                       |                       |                       |                       |                       |                       |                       |                       |                       |                       |                    |                    |                          |                          |                          |                          |                          |                          |                    |                    |                           |                           |                           |                           |                           |                           |                         |                         |                         |                         |                        |                        |                        |                        |                  |                  |                                 |                                 |                                 |                                 |                                 |                                 |                     |                     |                          |                          |                          |                          |                          |                          |  |  |                |                |                |                |                |                |  |  |  |  |  |  |  |  |  |  |  |  |  |  |  |  |  |  |  |  |  |  |  |  |  |  |
|  |  | Catalina de Clermont | Catalina de Clermont | Catalina de Clermont | Catalina de Clermont | Catalina de Clermont | Catalina de Clermont |                      |                      | Luis de Blois        | Luis de Blois        | Luis de Blois | Luis de Blois | Luis de Blois | Luis de Blois |  |  | Isabel de Blois | Isabel de Blois | Isabel de Blois | Isabel de Blois | Isabel de Blois     | Isabel de Blois     |                     |                     | Sulpicio III de Amboise | Sulpicio III de Amboise | Sulpicio III de Amboise | Sulpicio III de Amboise | Sulpicio III de Amboise | Sulpicio III de Amboise |                    |                    | Alix de Blois         | Alix de Blois         | Alix de Blois         | Alix de Blois         | Alix de Blois         | Alix de Blois         |                       |                       | Otón I de Borgoña     | Otón I de Borgoña     | Otón I de Borgoña  | Otón I de Borgoña  | Otón I de Borgoña        | Otón I de Borgoña        |                          |                          | Margarita de Blois       | Margarita de Blois       | Margarita de Blois | Margarita de Blois | Margarita de Blois        | Margarita de Blois        |                           |                           | Gualterio II de Avesnes   | Gualterio II de Avesnes   | Gualterio II de Avesnes | Gualterio II de Avesnes | Gualterio II de Avesnes | Gualterio II de Avesnes |                        |                        |                        |                        |                  |                  | Isabel de Saint Pol             | Isabel de Saint Pol             | Isabel de Saint Pol             | Isabel de Saint Pol             | Isabel de Saint Pol             | Isabel de Saint Pol             |                     |                     | Gaucher III de Châtillon | Gaucher III de Châtillon | Gaucher III de Châtillon | Gaucher III de Châtillon | Gaucher III de Châtillon | Gaucher III de Châtillon |  |  |                |                |                |                |                |                |  |  |  |  |  |  |  |  |  |  |  |  |  |  |  |  |  |  |  |  |  |  |  |  |  |  |
|  |  | Catalina de Clermont | Catalina de Clermont | Catalina de Clermont | Catalina de Clermont | Catalina de Clermont | Catalina de Clermont |                      |                      | Luis de Blois        | Luis de Blois        | Luis de Blois | Luis de Blois | Luis de Blois | Luis de Blois |  |  | Isabel de Blois | Isabel de Blois | Isabel de Blois | Isabel de Blois | Isabel de Blois     | Isabel de Blois     |                     |                     | Sulpicio III de Amboise | Sulpicio III de Amboise | Sulpicio III de Amboise | Sulpicio III de Amboise | Sulpicio III de Amboise | Sulpicio III de Amboise |                    |                    | Alix de Blois         | Alix de Blois         | Alix de Blois         | Alix de Blois         | Alix de Blois         | Alix de Blois         |                       |                       | Otón I de Borgoña     | Otón I de Borgoña     | Otón I de Borgoña  | Otón I de Borgoña  | Otón I de Borgoña        | Otón I de Borgoña        |                          |                          | Margarita de Blois       | Margarita de Blois       | Margarita de Blois | Margarita de Blois | Margarita de Blois        | Margarita de Blois        |                           |                           | Gualterio II de Avesnes   | Gualterio II de Avesnes   | Gualterio II de Avesnes | Gualterio II de Avesnes | Gualterio II de Avesnes | Gualterio II de Avesnes |                        |                        |                        |                        |                  |                  | Isabel de Saint Pol             | Isabel de Saint Pol             | Isabel de Saint Pol             | Isabel de Saint Pol             | Isabel de Saint Pol             | Isabel de Saint Pol             |                     |                     | Gaucher III de Châtillon | Gaucher III de Châtillon | Gaucher III de Châtillon | Gaucher III de Châtillon | Gaucher III de Châtillon | Gaucher III de Châtillon |  |  |                |                |                |                |                |                |  |  |  |  |  |  |  |  |  |  |  |  |  |  |  |  |  |  |  |  |  |  |  |  |  |  |
|  |  |                      |                      |                      |                      |                      |                      |                      |                      |                      |                      |               |               |               |               |  |  |                 |                 |                 |                 |                     |                     |                     |                     |                         |                         |                         |                         |                         |                         |                    |                    |                       |                       |                       |                       |                       |                       |                       |                       |                       |                       |                    |                    |                          |                          |                          |                          |                          |                          |                    |                    |                           |                           |                           |                           |                           |                           |                         |                         |                         |                         |                        |                        |                        |                        |                  |                  |                                 |                                 |                                 |                                 |                                 |                                 |                     |                     |                          |                          |                          |                          |                          |                          |  |  |                |                |                |                |                |                |  |  |  |  |  |  |  |  |  |  |  |  |  |  |  |  |  |  |  |  |  |  |  |  |  |  |
|  |  |                      |                      |                      |                      |                      |                      |                      |                      |                      |                      |               |               |               |               |  |  |                 |                 |                 |                 |                     |                     |                     |                     |                         |                         |                         |                         |                         |                         |                    |                    |                       |                       |                       |                       |                       |                       |                       |                       |                       |                       |                    |                    |                          |                          |                          |                          |                          |                          |                    |                    |                           |                           |                           |                           |                           |                           |                         |                         |                         |                         |                        |                        |                        |                        |                  |                  |                                 |                                 |                                 |                                 |                                 |                                 |                     |                     |                          |                          |                          |                          |                          |                          |  |  |                |                |                |                |                |                |  |  |  |  |  |  |  |  |  |  |  |  |  |  |  |  |  |  |  |  |  |  |  |  |  |  |
|  |  |                      |                      |                      |                      | Teobaldo VI de Blois | Teobaldo VI de Blois | Teobaldo VI de Blois | Teobaldo VI de Blois | Teobaldo VI de Blois | Teobaldo VI de Blois |               |               |               |               |  |  |                 |                 |                 |                 | Mahaut de Amboise   | Mahaut de Amboise   | Mahaut de Amboise   | Mahaut de Amboise   | Mahaut de Amboise       | Mahaut de Amboise       |                         |                         |                         |                         |                    |                    | Beatriz II de Borgoña | Beatriz II de Borgoña | Beatriz II de Borgoña | Beatriz II de Borgoña | Beatriz II de Borgoña | Beatriz II de Borgoña |                       |                       | Juana I de Borgoña    | Juana I de Borgoña    | Juana I de Borgoña | Juana I de Borgoña | Juana I de Borgoña       | Juana I de Borgoña       |                          |                          | Isabel de Avesnes        | Isabel de Avesnes        | Isabel de Avesnes  | Isabel de Avesnes  | Isabel de Avesnes         | Isabel de Avesnes         |                           |                           | Teobaldo                  | Teobaldo                  | Teobaldo                | Teobaldo                | Teobaldo                | Teobaldo                |                        |                        | María de Avesnes       | María de Avesnes       | María de Avesnes | María de Avesnes | María de Avesnes                | María de Avesnes                |                                 |                                 | Hugo I de Châtillon             | Hugo I de Châtillon             | Hugo I de Châtillon | Hugo I de Châtillon | Hugo I de Châtillon      | Hugo I de Châtillon      |                          |                          |                          |                          |  |  |                |                |                |                |                |                |  |  |  |  |  |  |  |  |  |  |  |  |  |  |  |  |  |  |  |  |  |  |  |  |  |  |
|  |  |                      |                      |                      |                      | Teobaldo VI de Blois | Teobaldo VI de Blois | Teobaldo VI de Blois | Teobaldo VI de Blois | Teobaldo VI de Blois | Teobaldo VI de Blois |               |               |               |               |  |  |                 |                 |                 |                 | Mahaut de Amboise   | Mahaut de Amboise   | Mahaut de Amboise   | Mahaut de Amboise   | Mahaut de Amboise       | Mahaut de Amboise       |                         |                         |                         |                         |                    |                    | Beatriz II de Borgoña | Beatriz II de Borgoña | Beatriz II de Borgoña | Beatriz II de Borgoña | Beatriz II de Borgoña | Beatriz II de Borgoña |                       |                       | Juana I de Borgoña    | Juana I de Borgoña    | Juana I de Borgoña | Juana I de Borgoña | Juana I de Borgoña       | Juana I de Borgoña       |                          |                          | Isabel de Avesnes        | Isabel de Avesnes        | Isabel de Avesnes  | Isabel de Avesnes  | Isabel de Avesnes         | Isabel de Avesnes         |                           |                           | Teobaldo                  | Teobaldo                  | Teobaldo                | Teobaldo                | Teobaldo                | Teobaldo                |                        |                        | María de Avesnes       | María de Avesnes       | María de Avesnes | María de Avesnes | María de Avesnes                | María de Avesnes                |                                 |                                 | Hugo I de Châtillon             | Hugo I de Châtillon             | Hugo I de Châtillon | Hugo I de Châtillon | Hugo I de Châtillon      | Hugo I de Châtillon      |                          |                          |                          |                          |  |  |                |                |                |                |                |                |  |  |  |  |  |  |  |  |  |  |  |  |  |  |  |  |  |  |  |  |  |  |  |  |  |  |
|  |  |                      |                      |                      |                      |                      |                      |                      |                      |                      |                      |               |               |               |               |  |  |                 |                 |                 |                 |                     |                     |                     |                     |                         |                         |                         |                         |                         |                         |                    |                    |                       |                       |                       |                       |                       |                       |                       |                       |                       |                       |                    |                    |                          |                          |                          |                          |                          |                          |                    |                    |                           |                           |                           |                           |                           |                           |                         |                         |                         |                         |                        |                        |                        |                        |                  |                  |                                 |                                 |                                 |                                 |                                 |                                 |                     |                     |                          |                          |                          |                          |                          |                          |  |  |                |                |                |                |                |                |  |  |  |  |  |  |  |  |  |  |  |  |  |  |  |  |  |  |  |  |  |  |  |  |  |  |
|  |  |                      |                      |                      |                      |                      |                      |                      |                      |                      |                      |               |               |               |               |  |  |                 |                 |                 |                 |                     |                     |                     |                     |                         |                         |                         |                         |                         |                         |                    |                    |                       |                       |                       |                       |                       |                       |                       |                       |                       |                       |                    |                    |                          |                          |                          |                          |                          |                          |                    |                    |                           |                           |                           |                           |                           |                           |                         |                         |                         |                         |                        |                        |                        |                        |                  |                  |                                 |                                 |                                 |                                 |                                 |                                 |                     |                     |                          |                          |                          |                          |                          |                          |  |  |                |                |                |                |                |                |  |  |  |  |  |  |  |  |  |  |  |  |  |  |  |  |  |  |  |  |  |  |  |  |  |  |
|  |  |                      |                      |                      |                      |                      |                      |                      |                      |                      |                      |               |               |               |               |  |  |                 |                 |                 |                 | Otón III de Borgoña | Otón III de Borgoña | Otón III de Borgoña | Otón III de Borgoña | Otón III de Borgoña     | Otón III de Borgoña     |                         |                         | Hugo III de Chalon      | Hugo III de Chalon      | Hugo III de Chalon | Hugo III de Chalon | Hugo III de Chalon    | Hugo III de Chalon    |                       |                       | Adelaida I de Borgoña | Adelaida I de Borgoña | Adelaida I de Borgoña | Adelaida I de Borgoña | Adelaida I de Borgoña | Adelaida I de Borgoña |                    |                    | Alix de Bretaña          | Alix de Bretaña          | Alix de Bretaña          | Alix de Bretaña          | Alix de Bretaña          | Alix de Bretaña          |                    |                    | Juan I de Blois-Châtillon | Juan I de Blois-Châtillon | Juan I de Blois-Châtillon | Juan I de Blois-Châtillon | Juan I de Blois-Châtillon | Juan I de Blois-Châtillon |                         |                         | Guido III de Saint-Pol  | Guido III de Saint-Pol  | Guido III de Saint-Pol | Guido III de Saint-Pol | Guido III de Saint-Pol | Guido III de Saint-Pol |                  |                  | Matilde de Brabant              | Matilde de Brabant              | Matilde de Brabant              | Matilde de Brabant              | Matilde de Brabant              | Matilde de Brabant              |                     |                     | Gaucher IV de Châtillon  | Gaucher IV de Châtillon  | Gaucher IV de Châtillon  | Gaucher IV de Châtillon  | Gaucher IV de Châtillon  | Gaucher IV de Châtillon  |  |  | Hugo           | Hugo           | Hugo           | Hugo           | Hugo           | Hugo           |  |  |  |  |  |  |  |  |  |  |  |  |  |  |  |  |  |  |  |  |  |  |  |  |  |  |
|  |  |                      |                      |                      |                      |                      |                      |                      |                      |                      |                      |               |               |               |               |  |  |                 |                 |                 |                 | Otón III de Borgoña | Otón III de Borgoña | Otón III de Borgoña | Otón III de Borgoña | Otón III de Borgoña     | Otón III de Borgoña     |                         |                         | Hugo III de Chalon      | Hugo III de Chalon      | Hugo III de Chalon | Hugo III de Chalon | Hugo III de Chalon    | Hugo III de Chalon    |                       |                       | Adelaida I de Borgoña | Adelaida I de Borgoña | Adelaida I de Borgoña | Adelaida I de Borgoña | Adelaida I de Borgoña | Adelaida I de Borgoña |                    |                    | Alix de Bretaña          | Alix de Bretaña          | Alix de Bretaña          | Alix de Bretaña          | Alix de Bretaña          | Alix de Bretaña          |                    |                    | Juan I de Blois-Châtillon | Juan I de Blois-Châtillon | Juan I de Blois-Châtillon | Juan I de Blois-Châtillon | Juan I de Blois-Châtillon | Juan I de Blois-Châtillon |                         |                         | Guido III de Saint-Pol  | Guido III de Saint-Pol  | Guido III de Saint-Pol | Guido III de Saint-Pol | Guido III de Saint-Pol | Guido III de Saint-Pol |                  |                  | Matilde de Brabant              | Matilde de Brabant              | Matilde de Brabant              | Matilde de Brabant              | Matilde de Brabant              | Matilde de Brabant              |                     |                     | Gaucher IV de Châtillon  | Gaucher IV de Châtillon  | Gaucher IV de Châtillon  | Gaucher IV de Châtillon  | Gaucher IV de Châtillon  | Gaucher IV de Châtillon  |  |  | Hugo           | Hugo           | Hugo           | Hugo           | Hugo           | Hugo           |  |  |  |  |  |  |  |  |  |  |  |  |  |  |  |  |  |  |  |  |  |  |  |  |  |  |
|  |  |                      |                      |                      |                      |                      |                      |                      |                      |                      |                      |               |               |               |               |  |  |                 |                 |                 |                 |                     |                     |                     |                     |                         |                         |                         |                         |                         |                         |                    |                    |                       |                       |                       |                       |                       |                       |                       |                       |                       |                       |                    |                    |                          |                          |                          |                          |                          |                          |                    |                    |                           |                           |                           |                           |                           |                           |                         |                         |                         |                         |                        |                        |                        |                        |                  |                  |                                 |                                 |                                 |                                 |                                 |                                 |                     |                     |                          |                          |                          |                          |                          |                          |  |  |                |                |                |                |                |                |  |  |  |  |  |  |  |  |  |  |  |  |  |  |  |  |  |  |  |  |  |  |  |  |  |  |
|  |  |                      |                      |                      |                      |                      |                      |                      |                      |                      |                      |               |               |               |               |  |  |                 |                 |                 |                 |                     |                     |                     |                     |                         |                         |                         |                         |                         |                         |                    |                    |                       |                       |                       |                       |                       |                       |                       |                       |                       |                       |                    |                    |                          |                          |                          |                          |                          |                          |                    |                    |                           |                           |                           |                           |                           |                           |                         |                         |                         |                         |                        |                        |                        |                        |                  |                  |                                 |                                 |                                 |                                 |                                 |                                 |                     |                     |                          |                          |                          |                          |                          |                          |  |  |                |                |                |                |                |                |  |  |  |  |  |  |  |  |  |  |  |  |  |  |  |  |  |  |  |  |  |  |  |  |  |  |
|  |  |                      |                      |                      |                      |                      |                      |                      |                      |                      |                      |               |               |               |               |  |  |                 |                 |                 |                 |                     |                     |                     |                     |                         |                         |                         |                         |                         |                         |                    |                    | Otón IV de Borgoña    | Otón IV de Borgoña    | Otón IV de Borgoña    | Otón IV de Borgoña    | Otón IV de Borgoña    | Otón IV de Borgoña    |                       |                       |                       |                       |                    |                    | Juana de Blois-Châtillon | Juana de Blois-Châtillon | Juana de Blois-Châtillon | Juana de Blois-Châtillon | Juana de Blois-Châtillon | Juana de Blois-Châtillon |                    |                    | Hugo II de Châtillon      | Hugo II de Châtillon      | Hugo II de Châtillon      | Hugo II de Châtillon      | Hugo II de Châtillon      | Hugo II de Châtillon      |                         |                         | Tiago I de Châtillon    | Tiago I de Châtillon    | Tiago I de Châtillon   | Tiago I de Châtillon   | Tiago I de Châtillon   | Tiago I de Châtillon   |                  |                  | Guido IV de Châtillon-Saint-Pol | Guido IV de Châtillon-Saint-Pol | Guido IV de Châtillon-Saint-Pol | Guido IV de Châtillon-Saint-Pol | Guido IV de Châtillon-Saint-Pol | Guido IV de Châtillon-Saint-Pol |                     |                     | Gaucher V de Châtillon   | Gaucher V de Châtillon   | Gaucher V de Châtillon   | Gaucher V de Châtillon   | Gaucher V de Châtillon   | Gaucher V de Châtillon   |  |  |                |                |                |                |                |                |  |  |  |  |  |  |  |  |  |  |  |  |  |  |  |  |  |  |  |  |  |  |  |  |  |  |
|  |  |                      |                      |                      |                      |                      |                      |                      |                      |                      |                      |               |               |               |               |  |  |                 |                 |                 |                 |                     |                     |                     |                     |                         |                         |                         |                         |                         |                         |                    |                    | Otón IV de Borgoña    | Otón IV de Borgoña    | Otón IV de Borgoña    | Otón IV de Borgoña    | Otón IV de Borgoña    | Otón IV de Borgoña    |                       |                       |                       |                       |                    |                    | Juana de Blois-Châtillon | Juana de Blois-Châtillon | Juana de Blois-Châtillon | Juana de Blois-Châtillon | Juana de Blois-Châtillon | Juana de Blois-Châtillon |                    |                    | Hugo II de Châtillon      | Hugo II de Châtillon      | Hugo II de Châtillon      | Hugo II de Châtillon      | Hugo II de Châtillon      | Hugo II de Châtillon      |                         |                         | Tiago I de Châtillon    | Tiago I de Châtillon    | Tiago I de Châtillon   | Tiago I de Châtillon   | Tiago I de Châtillon   | Tiago I de Châtillon   |                  |                  | Guido IV de Châtillon-Saint-Pol | Guido IV de Châtillon-Saint-Pol | Guido IV de Châtillon-Saint-Pol | Guido IV de Châtillon-Saint-Pol | Guido IV de Châtillon-Saint-Pol | Guido IV de Châtillon-Saint-Pol |                     |                     | Gaucher V de Châtillon   | Gaucher V de Châtillon   | Gaucher V de Châtillon   | Gaucher V de Châtillon   | Gaucher V de Châtillon   | Gaucher V de Châtillon   |  |  |                |                |                |                |                |                |  |  |  |  |  |  |  |  |  |  |  |  |  |  |  |  |  |  |  |  |  |  |  |  |  |  |

## Sucesión
| Predecesor: Margarita de Blois | Condesa de Blois y Châteaudun 1230 - 1241 (11 años) | Sucesor: Juan I de Blois-Châtillon |